# Висоцький Микола Петрович
Висоцький Микола Петрович  (* 12 жовтня 1751 — † 1827) — генерал-майор, флігель-ад'ютант, фаворит [джерело?]  Катерини II з дворянського роду Висоцьких.

## Біографія
Один з десяти дітей Петра Єгоровича Висоцького та Пелагеї Олександрівни, тобто по материнській лінії небіж  Потьомкіна. Збереглися листи батька П. Є. Висоцкого, написані до Г. О. Потьомкіна в період Російсько-Турецької війни, де він ретельно просить про сина, випущеного з Кадетського Корпусу: який будучи на Кубані у «Володимирському» драгунському полку, отримав напад ворога, був вельми поранений, а опісля був знайдений між убитих тіл — за прикметою ледве наявного ще дихання. І хоча від тих ран він і вилікувався, але у цілковите здоров'я не прийшов і тепер, після звільнення, знаходиться у мене, — зроби батьківську милість — щоб узятий він був у Гвардію, хоча із зменшенням чину. З 16 лютого 1778 по 11 жовтня 1783 — командир Харківського гусарського полку, кавалер орденів Святого Георгія (1785), Святого Станіслава і прусського ордена Святої Анни. У 1779 — 1780 роках був офіційним фаворитом  Катерини II, від якої отримав 300000 рублів. З 1797 — у відставці. На зламі XVIII та XIX століть у Москві відомі люди будувалися на вулиці Басманній. Побудував свій палац тут біля Красних Воріт поруч з чудовим храмом Петра та Павла і Висоцький.

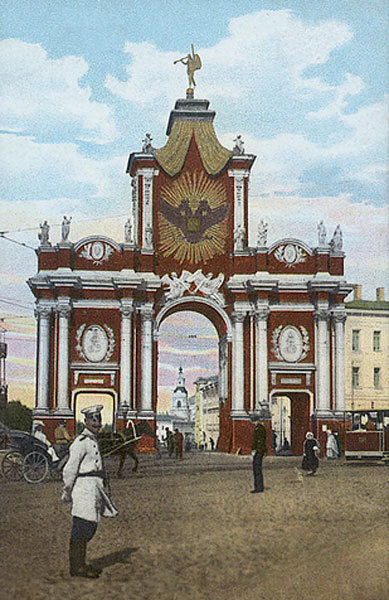
Москва. Красні ворота. Через арку проглядається будинок Висоцьких та храм Петра і Павла.

У 1801 році стає господарем Златопільських (Гуляйпільських) земель, улаштовує тут свою резиденцію і головне управління багатьма селищами.
Ось як у Записках сучасника С. П. Жихарєв описує Великий Бал у Висоцьких напередодні Різдва 6 січня 1805 року:
Кузини наші, княжни Борятинські, показували мені свої вбрання … мережива, мережива, мережива, були в чверть аршина шириною, багато грошей залишено в магазині мадам Обер-Шальме! Достатньо було б на річне харчування іншому сімейству. Недарма старі перейменували цю Обер-Шальму в Обер-шельма. (Надалі, в 1812 році ця здирниця російських баринь завідувала столом Наполеона і не знайшла нічого кращого, як влаштувати кухню в Архангельському Соборі. Вона пішла за залишками французької армії і загинула з нею, була вбита козаками. Ми з Петром Івановичем їздили поглянути на освітлені вікна будинку Висоцького, — він був схожий на казковий корабель. Свічки горіли і в східній частині корпусу, де розміщувалася парадні сходи і велика зала. І з боку суворого вуличного фасаду з шести колонним портиком і широкими вхідними сходами з обох боків. І на другому поверсі, де були балкони, обрамлені кованим металом у всю ширину портика і сходів. І з боку округленої частини рогу будинку. Будинок відокремлювався від проїжджої частини вулиці ланцюгами на стовпах. І вся Басманна до М'ясницьких Воріт загачена екіпажами … все цуги, цуги. Кучерам роздавали по калаче і розносили по склянці пінника. Це по-барському. Музика чутна здалеку, Екозес і А-ля-Грек так і змушують підстрибувати. Великий Бал самий блискучий, запрошення по квитках найкращого суспільства — сімейство кн. Долгоруких, Апраксіна, кн. Голіціних, Лопухіна, кн. Гагаріна, Пушкіних, А.Тучкова, П. І. Кутузова, кн. Куракіна, Губернського Голови П. М. Дашкова і інші, і інші. Дашков, незважаючи на огрядність, надзвичайно легкий на ногу. Всі танці розподілені стараннями матінок і тіточок. Вбрання 1805 року спів-звучні з французькими, напівлегкі … і діаманти, діаманти, краса, витонченість і … розкіш. Молоді пані та юні діви скидали з плечей соболя, дорогоцінні хутра, і впурхували в освітлені зали. Внутрішній простір будинку був незвичайний. Завдяки генію М. Ф. Казакова, кут двоповерхових корпусів заповнив округлений простір, що надавало парадну урочистість і затишок. З вітальні трипелюстковою форми, опорядженої дерев'яними стінами, через велике потрійне вікно у двір відкривався мальовничий краєвид на Сокільниче поле. Москва веселилася, як ніколи. Золотий Вік Катерини був ще близький, Росія за час правління чотирьох жінок зміцніла, розширилася, збагатилася. Москва відрізнялася особливою гостинністю — на званий обід виставлялися на столи відразу всі страви. І гість, при бажанні, міг відправити до себе додому будь-яку вподобану страву. Частування було на славу. Були оранжерейні фрукти, груш і яблук — безодня, «конфект» купи, прохолоджувальних безліч, а про вечерю і говорити нічого. Що за осетер, стерлядь, що за вершкова телятина і гречанка-індичка, тобто вгодована волоськими горіхами! Бог знає чого не було! Шампанське лилося, як вода. У прості дні був відкритий стіл, тобто приходили обідати щодня хто хотів, будь тільки охайно одягнений і веди себе за столом чинно. І скільки б за столом не сіло людей, завжди для всіх вистачало наїдків. Гостинність, широта прийому московського господаря, пригощали вишуканим і рясним столом осіб на 200, а то і більше, вражає уяву. Але так БУЛО!
Дружиною була Марія Іванівна, до шлюбу Кошелєва (нар. 9 червня 1765 — пом. 20 червня 1820), співвласниця маєтку села Кленково у Клінському/Дмитрівському повіті, який вдівець продав 1821 року, а тіло дружини поховав у Новоспаському монастирі.
Наступною дружиною була Марія Іванівна, до шлюбу Наумова (нар. 1767 — пом. 8 липня 1832), багатодітна вдова з 1816 року Олександра Яковича
Римського-Корсакова, власника маєтку Золіно, який Микола Петрович набув від дружини у посагу і досить суттєво пеебудував одночасно з розбиттям парку та
краса яких полонила багатьох російських митців. Продав цей маєток 1821 року, 
а дружині пожиттєво відписав маєток Златополя, через що маєток після смерті
дружини перейшов спочатку до держави, а згодом через оренду до Удомів. Висоцькому також належав маєток села Свіблово. Марія Іванівна похована у Миколо-Пешношському монастирі. 
Не пізніше початку 1822 року Висоцький переїздить до Златополя, про що
свідчать метричні записи від 17 січня, 14 березня, 11 липня 1822 
року, 1 січня, 8 лютого, 14 березня, 26 березня 1823 року, 
10 березня 1824 року про прийняття ним обов'язків хрещеного батька синів
місцевих мешканців, а 1 грудня 1824 року хрестив свого вихованця Миколу
Єгерца, сина померлого форестмейстера.
Помер у 1827 році. Похований на території Миколаївської церкви у Златополі; надгробок не зберігся.

## Меценатство

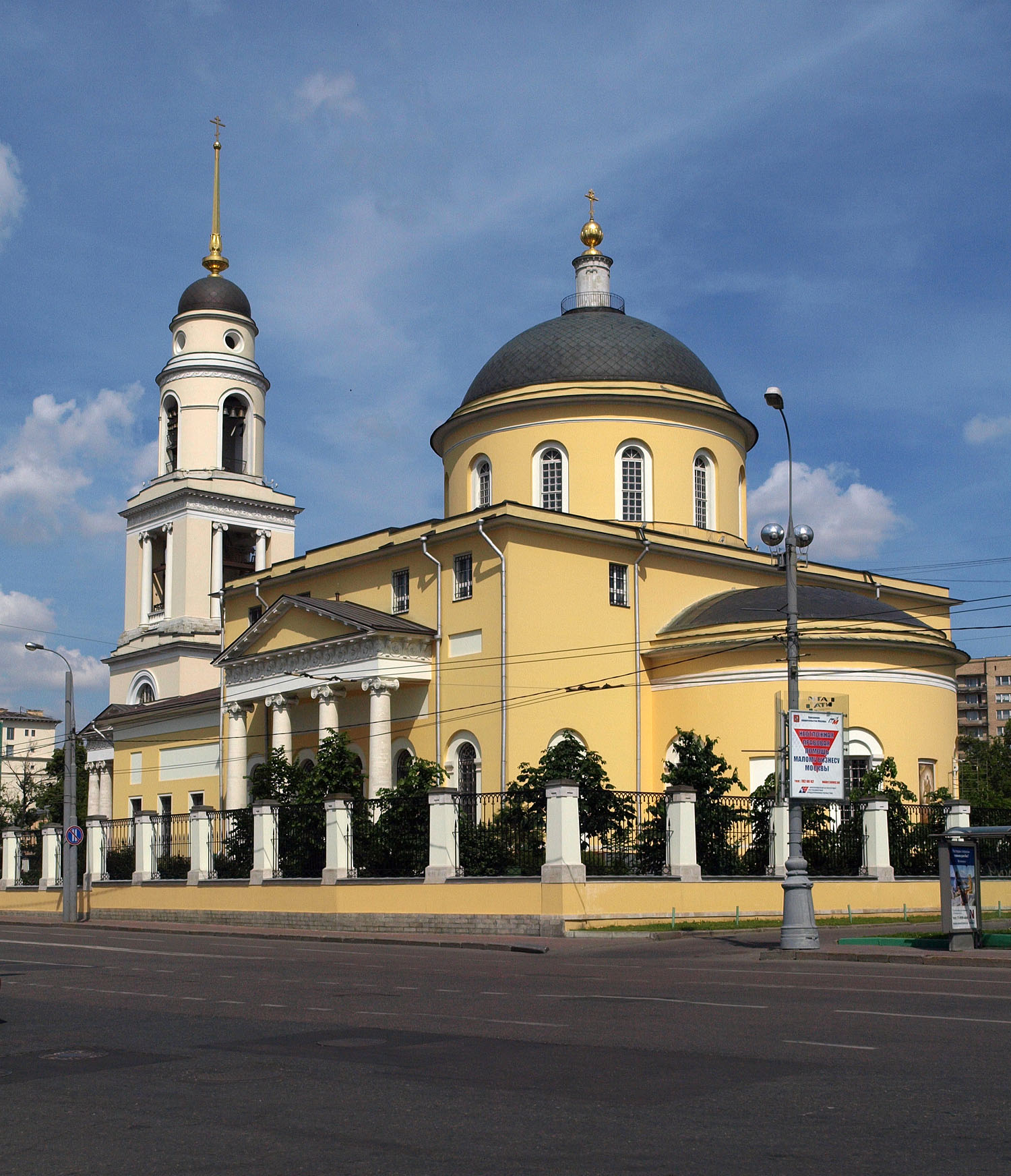
Москва. Храм Великого Вознесіння біля Нікітських Воріт.

Микола Петрович Висоцький був головним натхненником і будівельником храму Великого Вознесіння біля Нікітських Воріт у Москві.
Він сприяв виконанню усного заповіту князя Григорія Олександровича Потьомкіна про будівництво прекрасного храму в пам'ять негласного його одруження з Катериною II. Під час обряду одруження, яке проходило в церкві біля «Самсона» на Виборзькій Стороні в Санкт-Петербурзі, вінці тримали … племінник граф О. М. Самойлов і М. С. Перекусіхіна, наближена Імператриці. Після таємного зберігання вінців у сімействі графа О. М. Самойлова вони були передані в храм Великого Вознесіння біля Нікітських Воріт у Москві.
У храмі Великого Вознесіння поховані мати князя Г. О. Потьомкіна, Дарія Василівна і сестра, Пелагея Олександрівна Висоцька.
Це бабуся і мати М. П. Висоцького.
Ім'я Висоцького в пам'яті златопільців пов'язане зі спогадами про благородну щедрість та панське «хлібосольство». За сприяння генерала було розібрано стару дерев'яну Успенську церкву і на її місці побудовано кам'яну. Це був єдиний кам'яний православний храм в Златополі, населений на той час переважно католиками та євреями. Нова церква була закладена в ім'я Святого Миколая.